# Aedes palmarum
Aedes palmarum är en tvåvingeart som beskrevs av Edwards 1924. Aedes palmarum ingår i släktet Aedes och familjen stickmyggor. Inga underarter finns listade i Catalogue of Life.